# Max Weiss
Max (Miksa) Weiss (21. července 1857 Sereď, nyní Slovensko, dříve Szered, Uhry – 14. března 1927 Vídeň) byl rakouský šachový mistr, jeden z předních hráčů konce 19. století.

## Život
Narodil se v Horních Uhrách v rodině drobného židovského obchodníka, ale přestože prakticky celý život prožil ve Vídni, díky místu narození jej za svého hráče považují někdy i Maďaři. Ve Vídni Weiss nejprve studoval matematiku a fyziku na univerzitě a od roku 1905 zde pracoval jako úředník Rothschildovy banky.
Šachy se naučil hrát ve dvanácti letech od svého otce a koncem osmdesátých let 19. století byl považován za jednoho z nejlepších světových hráčů. Nikdy se však nestal šachovým profesionálem a svou šachovou kariéru obětoval postavení bankovního úředníka. Po roce 1899, kdy se dostal na vrchol své šachové kariéry, přestal hrát na šachových turnajích v cizině a zúčastňoval se jen některých, co byly pořádány ve Vídni. Později se věnoval psaní šachových publikací.

## Weissovy šachové výsledky
- první místo (společně s Adolfem Schwarzem a Johannesem von Minckwitzem) na turnaji ve Štýrském Hradci roku 1880 (celkem se zúčastnilo osm hráčů),[3]
- desáté místo ve Vídni roku 1882 (celkem osmnáct hráčů, zvítězil Wilhelm Steinitz společně se Simonem Winawerem), přičemž Weiss na turnaji dvakrát porazil čtvrtého Johanesse Zukertorta,[4]
- desáté místo v Norimberku roku 1883 (celkem devatenáct hráčů, zvítězil Simon Winawer, ale Weiss jej na turnaji porazil),[5]
- druhé až šesté místo (společně s Josephem Henrym Blackburnem, Jamesem Masonem, Bertholdem Englischem a Siegbertem Tarraschem) na turnaji v Hamburku roku 1885 (celkem osmnáct hráčů, vyhrál Isidor Gunsberg),[6]
- druhé až třetí místo (společně s Josephem Henrym Blackburnem) na turnaji ve Frankfurtu roku 1887 (celkem dvacet jedna hráčů, vyhrál George Henry Mackenzie),[7]
- šesté až sedmé místo (společně s Josephem Henrym Blackburnem) v Bradfordu roku 1888 (celkem sedmnáct hráčů, vyhrál Isidor Gunsberg),[8]
- vítězství na Šestém americkém kongresu roku 1889 v New Yorku společně s Michailem Ivanovičem Čigorinem v konkurenci dvaceti hráčů.[9] Jde o nejvýznamnější Weissův turnajový výsledek, díky kterému se Weiss dostal mezi absolutní světovou špičku. Turnaj se hrál dvojkolově a po třiceti osmi kolech (při remíze se partie musely opakovat) měl s Čigorinem shodně 29 bodů. O vítězství měl rozhodnout tie-break, který však skončil nerozhodně 0:0 (=4)[10] a organizátoři poté přiřkli vítězství oběma hráčům. Weiss absolvoval tento turnaj v nevídané formě. Sehrál v New Yorku 48 partií s výsledkem (+24 –4 =20), byl tedy jen čtyřikrát poražen.[1]
- vítězství na turnaji ve Vídni roku 1890 v konkurenci devíti hráčů.[11]
- druhé místo na turnaji ve Vídni roku 1895 (celkem devět hráčů, zvítězil Georg Marco),[12] v zápase v tom samém roce však Weiss Marca přesvědčivě porazil 5:1 (=1).[10]

## Weissova publikační činnost
- Caissa Bambergensis (1902), sbírka šachových problémů,
- Schach-Meistersteich (1918),
- Kleines Schachspiel Lehrbuch (1920).